# Hessen-Nassau
Hessen-Nassau var en provins i Preussen och existerade från 1868 till 1944. Provinsen ingick först i Kejsardömet Tyskland och från 1918 i Fristaten Preussen. Provinshuvudstad var Kassel.

## Historia
Hessen-Nassau, som var den näst minsta av Preussens provinser, bildades ur de tidigare suveräna staterna kurfurstendömet Hessen-Kassel och hertigdömet Nassau, lantgrevskapet Hessen-Homburg, den fria riksstaden Frankfurt am Main samt några smärre gränsdistrikt i Bayern och av storhertigdömet Hessen.

## Geografiska förhållanden
Dess gräns bildas i norr av Rhenprovinsen, Westfalen, Hannover och furstendömet Waldeck-Pyrmont, i öster av provinsen Sachsen, de thüringska staterna och Bayern, i söder av Bayern och storhertigdömet Hessen samt i väster av Rhenprovinsen. Smärre avskilda delar låg som enklaver i Waldeck-Pyrmont, vid Werra (Schmalkalden)
och Weser (Schaumburg). Själv innesluter Hessen-Nassau storhertigliga hessiska provinsen Oberhessen samt den till Rhenprovinsen hörande kretsen Wetzlar.
Hessen-Nassau var övervägande bergigt, även om det ingenstädes höjde sig över 1 000 m. I sydöst inträngde Spessart och Hohe Rhön (det senare med toppen Grosse Wasserkuppe, 950 m.). Vid Kinzigs och Fuldas floddalar möttes de av utlöpare från Vogelsberg, vilka bildade vattendelaren mellan dessa floder. Den övriga delen av Hessen-Nassau tillhörde dels Wesers bergland, dels det nederrenska. Till det förstnämnda kan man hänföra åtskilliga bergpartier på ömse sidor om Fulda, såsom Knüllberg (632 m.), Hohes Gras (595 m.) och Reinhardswald (468 m.) i väster, bergen i Ringgau (512 m.), Hoher Meißner (749 m.) och Kaufungerwald (640 m.) i öster. Dessa berg brukade sammanfattas under namnet Hessiska berglandet. Det nederrenska berglandet, som upptog den sydvästra delen av provinsen, framtränger i två stora sträckningar på båda sidor om floden Lahn, nämligen i norr Westerwald, en vågformig platå, med Salzburger kopf (657 m.), och i söder det skogklädda Taunus med högsta toppen Grosser Feldberg (880 m.). Grunden i hessiska berglandet bildar triassandsten, ofta, såsom i Rhön och Knüllberg, genombruten av basalt. En tertiär bildning utbreder sig från Schwalm till Kassel, även den genombruten av basalt, som Habichtswald. De till rhenska skifferområdet hörande bergen är av silurisk eller devonisk ålder. Låglandet är inskränkt till floddalarna vid Main (mellan Hanau och Rüdesheim), Schwalm (Wabernslätten) och Weser (längst i norr).
Floderna tillhör Rhens och Wesers system, mellan vilka provinsen var tämligen jämnt fördelad. Rhen och Main bildade i sydväst gränsen på en sträcka av 150 km. Till den förra rinner Lahn med Dill, till den senare Kinzig och Nidda. Gränsfloderna i nordöst, Weser och Werra, föll endast med en obetydlig del av sitt lopp inom Hessen-Nassau, Fulda däremot nästan h. o. h. Av den senares många tillflöden är de förnämsta Haun och Eder med Schwalm. Sjöar förekom inte i provinsen. På några ställen finnas stora torvmossar. Utmed foten av Taunus träffas en mängd mineralkällor. Klimatet var på de högre platåerna rått och kallt, i dalarna och längst i söder milt.
1 december 1905 var antalet invånare 2 070 052, därav var 68,6 procent protestanter, 28,3 procent katoliker och 2,4 procent judar.

## Näringsliv och kommunikationer
De viktigaste näringarna var jordbruk och boskapsskötsel. Av hela ytan utgjorde 1900 åker- och trädgårdsmark 45,7 procent, vingårdar 0,2 procent samt skogar 39,7 procent. Hessen-Nassau var Preussens skogrikaste provins. Skogar, mest bok, men även ek och barrträd, beklädde allmänt de högre bergstrakterna med undantag av vissa delar av Rhön och Westerwald.
För jordbruk var provinsen inte så väl passande, dock fanns utmärkt fruktbara trakter i Maindalen, på norra sluttningen av Taunus, vid nedre Lahn, på Wabernslätten, vid Eder samt vid Werra. Utmärkta frukter och grönsaker odlades vid Kassel, vid Werra, vid Main och Rhen.
Vinodlingen, som upptar omkring 3 000 har, hade sitt huvudsäte på södra och västra sidan av Taunus, i det s. k. Rheingau. Där låg de berömda vinorterna Hochheim, Eltville, Erbach ("markobrunner"), Rauenthal, Hattenheim, Winkel, Johannisberg, Geisenheim, Rüdesheim am Rhein, Assmannshausen m. fl. Även vid Hanau, vid Lahn samt vid Werra ("witzenhausen") odlas något vin. Skörden uppgick till omkring 75 000 hl. med ett värde av omkr. 3 miljoner mark. Ett stuteri fanns i Dillenburg.
Bergshandteringen var av vikt. Den lämnar mycket järnmalm, vidare brunkol och stenkol, koppar-, bly-, silver- och manganmalmer samt byggnadssten. Hessen-Nassau är rikt på mineralkällor, i synnerhet vid Taunus (Wiesbaden, Homburg, Soden, Langenschwalbach, Niederselters och Ems).
Den viktigaste industrigrenen var bearbetning av metaller. Några industrigrenar var sedan gammalt karakteristiska för vissa trakter, såsom tillverkningen av lervaror i Westerwald och av yllevaror (damasker, strumpor och flanell) i Taunus. De förnämsta industriorterna var Kassel och Hanau; handelns medelpunkt är Frankfurt am Main. En stor roll i handelslivet spelade mässorna i Frankfurt, Hanau och Kassel.
Utom sina segelbara (440 km.) floder har provinsen flera viktiga järnvägar, bland vilka i synnerhet linjerna Göttingen–Kassel–Frankfurt aa Main samt Göttingen–Bebra–Frankfurt am Main var av betydelse för genomgångstrafiken.

## Förvaltning
Hessen-Nassau var indelat i 2 regeringsområden: Kassel, med 24 kretsar (däribland stadskretsarna Kassel och Hanau) samt Wiesbaden, med 18 kretsar (däribland stadskretsarna Wiesbaden och Frankfurt am Mainz). De högsta domstolarna var de båda Oberlandesgerichte i Kassel och Frankfurt am Main. med 8 Landgerichte. Hessen-Nassau sände 14 ledamöter till tyska riksdagen och 26 till preussiska deputeradekammaren.